# Unicodeblock Xixia
Der Unicodeblock Xixia (engl.: Tangut, U+17000 bis U+187FF) enthält die logografischen Schriftzeichen der Xixia-Schrift. Genau wie CJK-Ideogramme besitzen alle Zeichen die Allgemeine Kategorie „anderer Buchstabe“ und die bidirektionale Klasse „von links nach rechts“. Die Namen der Zeichen sind algorithmisch aufgebaut. Beispielsweise heißt das Zeichen mit der Codenummer U+17000 „TANGUT IDEOGRAPH-17000“.
Im Unicodeblock Xixia-Komponenten befinden sich die grundlegenden Bestandteile, aus denen sich die Xixia-Zeichen zusammensetzen.

## Tabelle
Aufgrund der Größe dieses Blocks befindet sich die Zeichentabelle aufgeteilt unter:
- Unicodeblock Xixia/17000 bis 17FFF
- Unicodeblock Xixia/18000 bis 187FF

Der Block ist erst mit Standard 9.0.0 definiert und deshalb dürfte es bisher nur wenige Fonts für die Darstellung geben. Ein für private Zwecke freier Font ist unter https://www.babelstone.co.uk/Fonts/Yinchuan.html zu finden.